# Nystiella concava
Nystiella concava är en snäckart som först beskrevs av Dall 1889.  Nystiella concava ingår i släktet Nystiella och familjen vindeltrappsnäckor. Inga underarter finns listade i Catalogue of Life.